# Piet Allegaert
Piet Allegaert (Moorslede, 20 januari 1995) is een Belgisch wielrenner die anno 2022 rijdt voor Cofidis.

## Carrière
Als junior werd Allegaert in 2012 zesde in La Bernaudeau Junior. Een jaar later werd hij onder meer derde in het eindklassement van de Ronde van Opper-Oostenrijk voor junioren. In 2016 nam hij met een Belgische selectie deel aan de Olympia's Tour, waar hij in de laatste etappe tweede wist te worden. In het algemeen klassement eindigde hij op de zestiende plaats, met een achterstand van ruim tweeënhalve minuut op winnaar Cees Bol. Ondanks dat hij in 2016 stage mocht lopen bij Trek-Segafredo tekende Allegaert zijn eerste profcontract bij Sport Vlaanderen-Baloise.
Zijn debuut maakte Allegaert in de Ronde van Oman, waar hij in slechts één etappe bij de beste vijftig renners wist te finishen. In de GP van Lillers werd hij elfde in de door Thomas Boudat gewonnen massasprint. Een week later sprintte hij naar de twaalfde plek in Parijs-Troyes, die werd gewonnen door Yannis Yssaad. Zijn debuut in de World Tour maakte hij in de E3 Harelbeke, die hij niet uitreed. In de tweede etappe van de Driedaagse van De Panne-Koksijde behaalde Allegaert genoeg punten om de leiding in het bergklassement over te nemen van Brice Feillu en het klassement uiteindelijk op zijn naam te schrijven. In april stond hij voor de eerste maal aan de start van Parijs-Roubaix, die hij afsloot met een zeventiende plaats, in dezelfde groep als de afscheidnemende Tom Boonen.
Allegaert boekte op 5 oktober 2019 zijn eerste profzege in de Eurométropole Tour in Doornik. Vanaf het seizoen 2020 komt hij uit voor het Franse Cofidis.

## Overwinningen
2017
Bergklassement Driedaagse van De Panne-Koksijde
Strijdlustklassement BinckBank Tour
2019
Eurométropole Tour

## Resultaten in voornaamste wedstrijden
| Jaar | Ronde van Italië | Ronde van Frankrijk | Ronde van Spanje |
| ---- | ---------------- | ------------------- | ---------------- |
| 2017 |                  |                     |                  |
| 2018 |                  |                     |                  |
| 2019 |                  |                     |                  |
| 2020 |                  |                     |                  |
| 2021 |                  |                     | 123e             |
| 2022 |                  |                     |                  |
| 2023 |                  |                     |                  |
| 2024 |                  | 114e                |                  |
| 2025 |                  |                     |                  |

| Jaar | Gent-Wevelgem | Ronde van Vlaanderen | Parijs-Roubaix | Amstel Gold Race | Luik-Bast.‑Luik | Omloop Het Nieuwsblad | Parijs-Tours |
| ---- | ------------- | -------------------- | -------------- | ---------------- | --------------- | --------------------- | ------------ |
| 2017 |               |                      | 17e            |                  |                 |                       | 90e          |
| 2018 |               | 47e                  |                |                  | opgave          |                       | opgave       |
| 2019 |               | 60e                  |                |                  |                 | opgave                | opgave       |
| 2020 | 55e           | 31e                  |                |                  |                 | 42e                   |              |
| 2021 | opgave        | 61e                  | 87e            |                  |                 | 54e                   | 15e          |
| 2022 | 20e           | opgave               | 75e            | 114e             |                 | opgave                |              |
| 2023 | 35e           | 45e                  | opgave         |                  |                 | 12e                   |              |
| 2024 | 30e           | 57e                  | 35e            |                  |                 | opgave                | 122e         |
| 2025 |               | opgave               |                |                  |                 | 7e                    |              |

## Ploegen

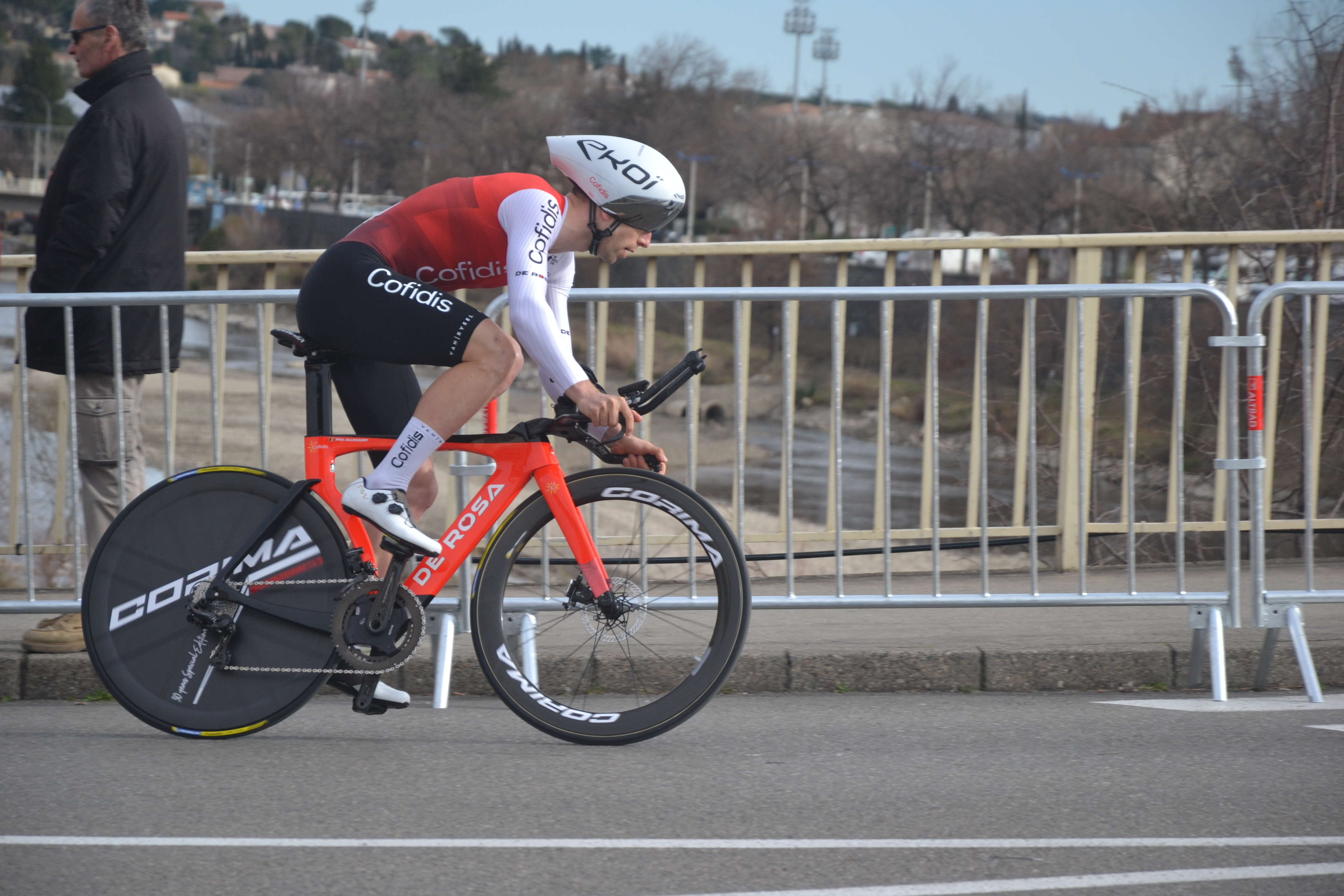
Piet Allegaert bij Cofidis

- 2016 –  Trek-Segafredo (stagiair vanaf 1-8)
- 2017 –  Sport Vlaanderen-Baloise
- 2018 –  Sport Vlaanderen-Baloise
- 2019 –  Sport Vlaanderen-Baloise
- 2020 –  Cofidis
- 2021 –  Cofidis
- 2022 –  Cofidis
- 2023 –  Cofidis
- 2024 –  Cofidis
- 2025 –  Cofidis

Alafaci · Arredondo · Beppu · Bernard · Bobridge · Bonifazio · Cancellara   · Coledan · Devolder · Didier · Felline · Hesjedal · Irizar · Mollema · Nizzolo · Popovytsj · van Poppel · Rast · Reijnen · Schleck · Stetina · Stuyven · Theuns · Zoidl · Zubeldia · Allegaert (stagiair) · Mosca (stagiair)
Allegaert · Capiot · De Gendt · De Ketele · De Pauw · De Vylder · Declercq · Deltombe · Farazijn · Lietaer · Noppe · Planckaert · Pols · Rickaert · Salomein · Sprengers · Steels · Van Gestel · Van Hecke · Van Lerberghe · Van Rooy · Wallays
Allegaert · Capiot · De Gendt · De Ketele · De Pauw · De Vylder · Declercq · Deltombe · Farazijn · Ghys · Menten · Noppe · Ed. Planckaert · Em. Planckaert · Rickaert · Sprengers · Van Gestel · Van Gompel · Van Hecke · Van Rooy · Verwilst · Warlop
Allegaert · Capiot · De Ketele · De Pauw · De Vylder · Declercq · Deltombe · Ghys · Menten · Noppe · Em. Planckaert · Ed. Planckaert · Sprengers · Van Gestel · Van Gompel · Van Hecke · Van Poucke · Van Rooy · Verwilst · Warlop · Weemaes · Willems
Allegaert · Barceló · Berhane · Claeys · Consonni · Edet · Finé · Haas · Hansen · Jesús Herrada · José Herrada · Lafay · Laporte · Le Turnier · Lemoine · Martin · Maté · Mathis · Morin · Perez · Périchon · Rossetto · Sabatini · Touzé · Vanbilsen · Vermote · A. Viviani · E. Viviani  · Prodhomme (stagiair) · Zanoncello (stagiair)
Allegaert · Barceló · Berhane · Bohli · Carvalho · Champion · Consonni · Drucker · Edet · Fernández · Finé · Geschke · Haas · Jesús Herrada · José Herrada · Lafay · Laporte · Martin · Morin · Perez · Périchon · Rochas · Sabatini · Sajnok · Vanbilsen · A. Viviani · E. Viviani · Wallays · Toumire (stagiair) · Zingle (stagiair) · Lebreton (stagiair)
Allegaert · Armée · Bidard · Bohli · Carvalho · Champion · Cimolai · Consonni · Coquard · Delettre · Fernández · Finé · Geschke · Jesús Herrada · José Herrada · Izagirre · Kreder · Lafay · Martin · Perez · Périchon · Renard · Rochas · Sajnok · Thomas · Toumire · Vanbilsen · Villella · Wallays · Walscheid · Zingle · Kolze Changizi (stagiair) · Lecamus-Lambert (stagiair) · Wood (stagiair)
Allegaert · Bidard · Carvalho · Champion · Cimolai · Consonni · Coquard · Delettre · Fernández · Finé · Geschke · Jesús Herrada · José Herrada · Izagirre · Kreder · Lafay · Lastra · Mariault · Martin · Noppe · Perez · Périchon · Renard · Rochas · Thomas · Toumire · Wallays · Walscheid · Wood · Zingle · Gudnitz (stagiair) · Knight (stagiair) · Larmet (stagiair)
Allegaert · Aniołkowski · Champion · Coquard · De Gendt · Debeaumarché · Elissonde · Fernández · Finé · Fretin · Geschke · Gougeard · Hermans · Herrada · G. Izagirre · J. Izagirre · Knight · Lastra · Mahoudo · Mariault · Martin · Noppe · Oldani · Perez · Renard · Robeet · Thomas · Toumire · Wood · Zingle · Coppens (stagiair) · Gruszczynski (stagiair) · Larmet (stagiair)
Allegaert · Aniołkowski · Aranburu · Buchmann · Carr · Coquard · De Gendt · Debeaumarché · Ferron · Finé · Fretin · Herrada · Izagirre · Izquierdo · Knight · Lastra · Maas · Mahoudo · Maisonobe · Moniquet · Oldani · Ourselin · Perez · Renard · Robeet · Samitier · Teuns · Thomas · Toumire · Touzé